# Pierre qui croule

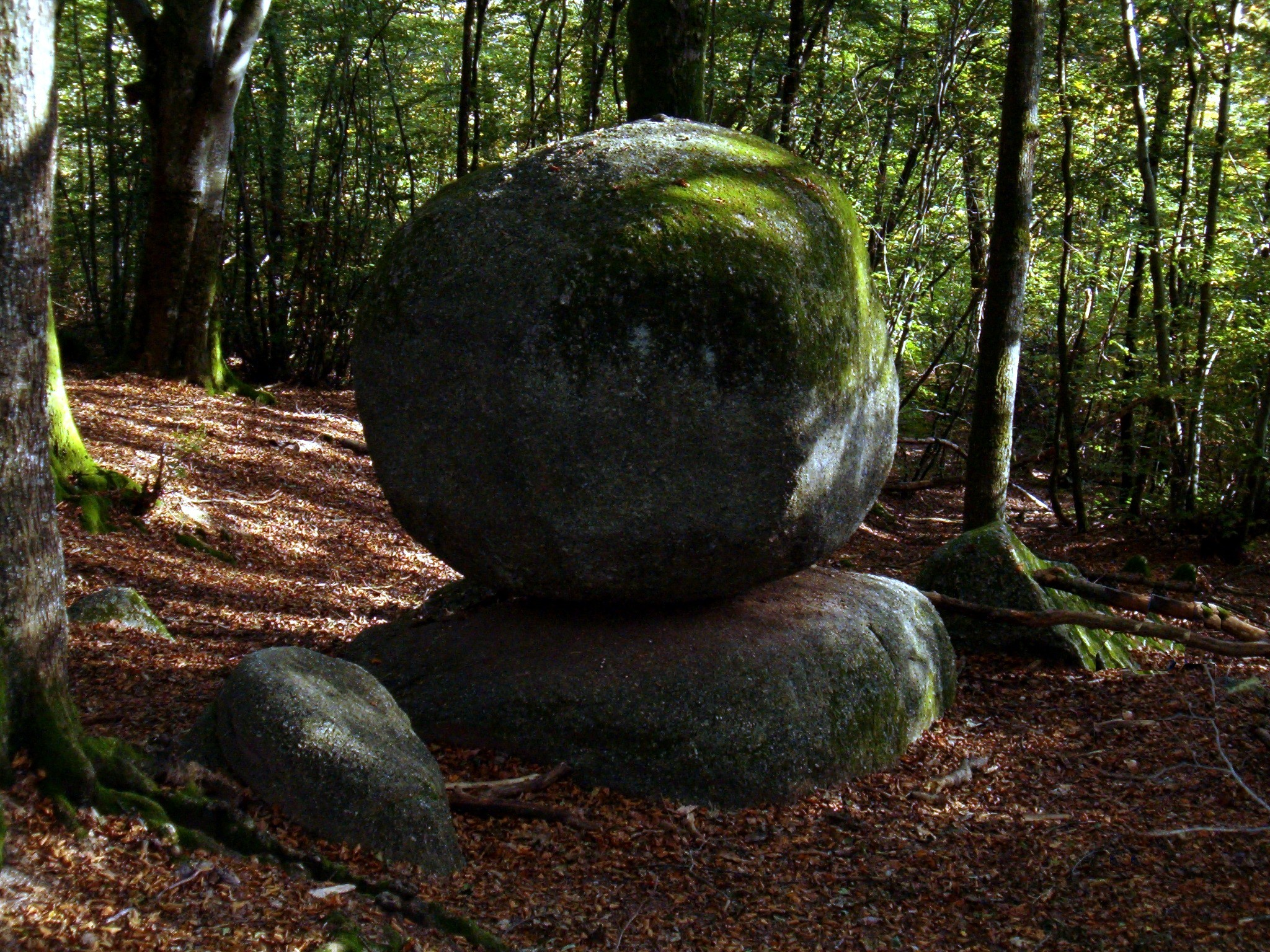
La pierre qui croule

La pierre qui croule est un roc granitique presque rond de cinq faces inégales reposant en équilibre sur un bloc arrondi émergeant du sol à Uchon, en Saône-et-Loire. 

## Histoire
Au milieu du XIXe siècle, la Pierre qui croule suscitait curiosité, mystère et divertissement. Pour les habitants, cette pierre relevait du surnaturel. Elle était consultée comme un oracle et ces derniers avaient fini par la transformer en juge spécialiste de la fidélité conjugale. Il est dit que les maris jaloux y amenaient leurs femmes, leur laissaient toucher la pierre et ainsi la mettre en mouvement. Le nombre de mouvements donnait alors, et sans erreurs possibles, félicité ou disgrâce à l'époux qui se questionnait sur la fidélité de sa femme.  
Lassés des malheurs que la pierre pouvait causer, des jeunes gens ont essayé en 1869 de la déplacer. Ils ne réussirent qu'à la faire glisser de quelques centimètres. Mais désormais, la pierre est parfaitement immobile et l'oracle ne répond plus.

## Description
La pierre qui croule, gros bloc sphérique de granit porphyroïde, pèse 20 tonnes, mesure 7,80 m de diamètre et 2,25 m de hauteur.
C'est le rocher le plus curieux d’un ensemble de chaos granitiques de forme sphérique dégagés par l’érosion. En effet, ce bloc repose, par une surface de contact très réduite, sur un autre bloc, ce qui lui confère un air d’instabilité surprenant.

## Localisation
Ce chaos se trouve dans un site boisé de hêtres sous futaie de chênes, au relief assez accidenté, et on y accède par un sentier bordé par endroits d’anciennes haies de hêtres « plessés » (c’est-à-dire tressés).